# رقیه ییلدیریم
رقیه ییلدیریم (انگلیسی: Rukiye Yıldırım؛ متولد ۱۲ فوریه ۱۹۹۱ در آنکارا) تکواندوکار زن اهل ترکیه و قهرمان اروپا در دسته سبک‌وزن است.

## زندگی‌ نامه
او تکواندو را در سال ۲۰۰۲ در آنکارا آغاز کرد، در باشگاهی که مربیگری او را هازیر پاناروغلو انجام می‌دهد. وی از سال ۲۰۰۷ به نمایندگی از کشور خود در رویدادهای بین‌المللی حضور دارد.
رقیه ییلدیریم در مسابقات قهرمانی تکواندو جهان ۲۰۱۱ که در گیونگجو کره جنوبی برگزار شد، موفق به کسب مدال برنز شد. وی دارنده مدال طلای مسابقات تکواندو قهرمانی اروپا در سال ۲۰۱۰ در دسته سبک‌وزن است.
وی در بازی‌های مدیترانه ای در سال ۲۰۱۳ که در مرسین، ترکیه برگزار شد، در مسابقات دسته پروزن (۴۹ کیلوگرم) مدال نقره را از آن خود کرد.